# Rhyssella approximator
Rhyssella approximator är en stekelart som först beskrevs av Fabricius 1793.  Rhyssella approximator ingår i släktet Rhyssella och familjen brokparasitsteklar. Arten är reproducerande i Sverige. Inga underarter finns listade i Catalogue of Life.